# Erich Müller (Sportwissenschaftler)
Erich Müller (* 22. März 1953) ist ein österreichischer Sportwissenschaftler und Hochschullehrer.

## Leben
Müller ging bis 1971 in Feldkirch zur Schule, es folgte von 1971 bis 1976 an der Universität Innsbruck ein Studium in den Fächern Sportwissenschaft, Englisch und Philosophie. 1976 schloss Müller seine Doktorarbeit ab und war als wissenschaftlicher Mitarbeiter an der Universität Innsbruck tätig.
Im Oktober 1986 legte er seine Habilitation vor, der Titel seiner Schrift lautete Biomechanische Analyse alpiner Schilauftechniken : eine biodynamische, biokinematische und elektromyographische Analyse moderner alpiner Schilauftechniken in unterschiedlichen Schnee-, Gelände- und Pistensituationen. Von 1987 bis 1993 war er an der Universität Innsbruck außerordentlicher Professor, 1993 trat Müller an der Universität Salzburg eine Professorenstelle für Sportwissenschaft mit den Schwerpunkten Biomechanik und Trainingslehre an. Von 1994 bis 2011 leitete er den Fachbereich Sportwissenschaft an der Hochschule, war von 2004 bis 2011 Mitglied des Senates der Universität Salzburg. 2011 wurde Müller stellvertretender Rektor für den Bereich Lehre und blieb bis 2019 in diesem Amt.
Zu Müllers Arbeitsschwerpunkten gehört die Biomechanik im Skirennsport. Er ist zusammen mit Albert Gollhofer Herausgeber des 2009 erschienenen Werks Handbuch Sportbiomechanik. Weitere wichtige Themen sind Leistungsdiagnostik, Schnelligkeitstraining, Mentales Training, Sportjournalismus, Sportphysiotherapie sowie Gesundheits- und Fitnesssport.
Müller hatte von 1993 bis 1996 das Amt des Vorsitzenden der Österreichischen Sportwissenschaftlichen Gesellschaft inne. Zwischen 1987 und 1999 war er Mitglied des Wissenschaftlichen Beirates des Österreichischen Skiverbandes (ÖSV) und beriet auch den Weltskiverband FIS sowie den Verband der internationalen Vereinigung der Skiindustrie. 1996 übernahm er im Weltrat für Sportwissenschaft den Vorsitz im Ausschuss für Wissenschaft im Skirennsport. In derselben Vereinigung war Müller von 2006 bis 2018 Mitglied im Ausschuss für Biomechanik. Bei der europäischen sportwissenschaftlichen Vereinigung ECSS hatte Müller von 2005 bis 2007, kommissarisch von 2017 bis 2019 und erneut ab 2019 das Amt des Vorsitzenden inne. Zuvor war er zwischen 2001 und 2003 ECSS-Generalsekretär.
2005 erhielt Müller den Internationalen Preis für Wissenschaft und Forschung des Kulturfonds der Stadt Salzburg, im Jahr 2023 den Vorarlberger Wissenschaftspreis.